# Paz separada
A Separate Peace (llamada en español Paz separada) es una película de 1972 dirigida por Larry Peerce. Fue adaptada por John Knowles y Fred Segal (hermano de George Segal), de la novela Una paz solo nuestra. Está protagonizada por Parker Stevenson, quien más tarde sería conocido como "Frank Hardy" en The Hardy Boys/Nancy Drew Mysteries, y como "Craig Pomeroy" en Baywatch.

## Sinopsis
Situada en una escuela llamada Devon, la historia sigue la amistad de dos jóvenes adolescentes, Finn y Gene. Ambos comparten buenos y malos momentos en su intento de pasar por el proceso de la adolescencia hacia la edad adulta, además de estudiar en la escuela: también consideran ser reclutados por el ejército, en el caso de que sucediera. La película está ambientada en 1943, durante la Segunda Guerra Mundial, y es narrada por un Gene adulto. La película se rodó en la Phillips Exeter Academy, donde el verdadero John Knowles estudio.

## Reparto
- John Heyl como Finny.
- Parker Stevenson como Gene.
- William Roerick como Mr. Patchwithers
- Peter Brush como Leper.
- Victor Bevine como Brinker.